# Кармир-Блур

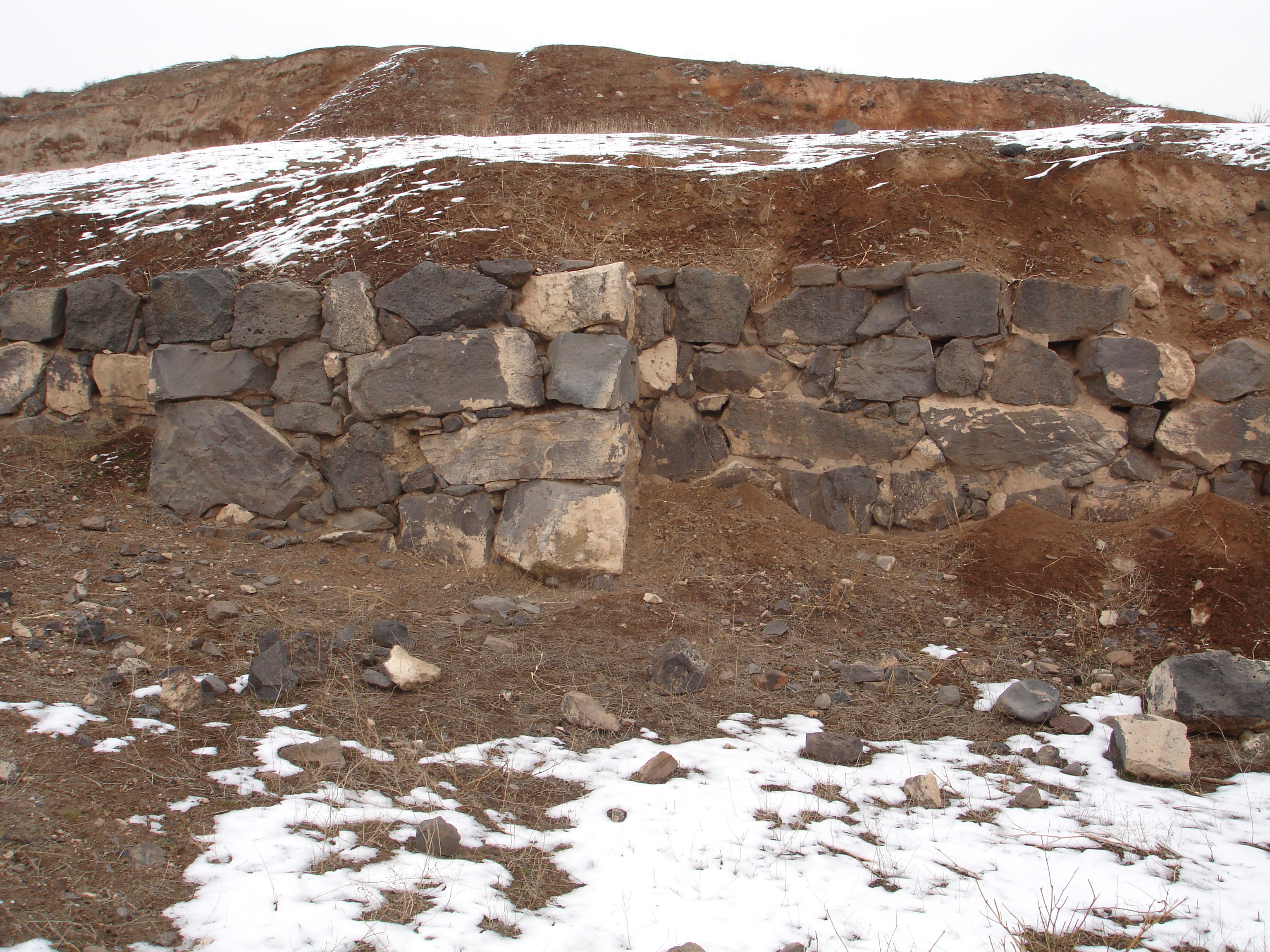
Развалины урартского поселения Тейшебаини у подножия Кармир-Блура

Кармир-Блур (арм. Կարմիր Բլուր — «Красный холм») — холм, расположенный в Армении, на западе Еревана на левом берегу реки Раздан. На Кармир-Блуре обнаружены остатки древних поселений, включая урартский город-крепость Тейшебаини.
Кармир-Блур привлёк внимание археологов в 1936 году, когда геолог А. П. Демехин, изучавший базальты реки Раздан, обнаружил на вершине холма обломок камня с клинописной надписью. Последовавшие разведывательные археологические работы сразу же позволили обнаружить обширное древнее поселение. С 1939 года Кармир-Блур стал объектом систематических археологических раскопок.
На Кармир-Блуре находился в VII—VI веках до н. э. урартский город-крепость Тейшебаини, а в XIII—VIII веках до н. э. доурартские поселения эпохи энеолита и ранней бронзы. Доурартские поселения представляли собой постройки иногда круглой, чаще прямоугольной формы. В жилищах находились зерновые ямы и крупные антропоморфные каменные божества, видимо символы плодородия земель. Доурартское поселение на Кармир-Блуре схоже с энеолитическим поселением, расположенном на левом берегу реки Раздан у села Шенгавит и, вероятно, относилось к «стране Аза», упоминаемой в урартских летописях. Доурартское поселение на Кармир-Блуре было сожжено и разрушено, по-видимому, во время экспансии Урарту в Закавказье при царе Аргишти I. После этого поселение в течение около ста лет находилось в заброшенном состоянии, пока другой урартский царь, Руса II не выстроил на этом месте урартский город-крепость. В VI веке до н. э. крепость была захвачена и сожжена вероятно скифами. Покрасневший после пожара кирпич, возможно, стал причиной такого названия холма.

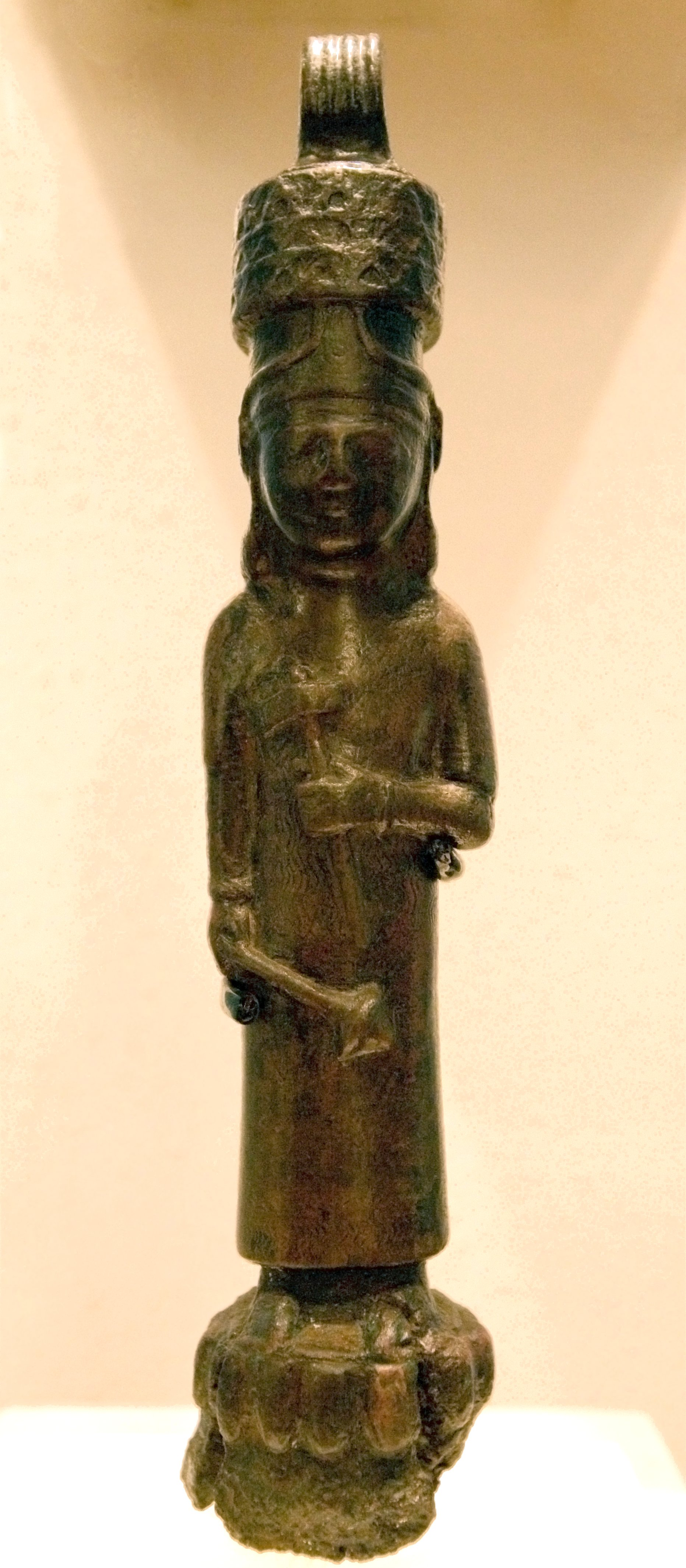
Статуя бога Тейшеба, найденная на руинах